# Wlip
De Wlip (spreek uit: Wielip) is een adapter voor een modchip voor de Nintendo Wii. Met deze adapter kun je de modchip aansturen om gekopieerde games te spelen. Als je de gekopieerde games wilt spelen, moet de Wlip op de modchip klikken.
Veel gamers willen hun origineel gekochte spellen behouden, maar maken een kopie, omdat ze bang zijn voor beschadigen van het originele spel. Dit is wettelijk toegestaan. Als een spel zodanig beveiligd is dat kopiëren niet mogelijk is, dan is de fabrikant verplicht op aanvraag een werkende kopie tegen kostprijs na te sturen.

## Soorten
Je hebt twee verschillende soorten Wlip-adapters: model A en model B. Welk model je nodig hebt voor je Wii is afhankelijk van het Wii-serienummer. Op dit moment is in Nederland alleen model A te verkrijgen.